# Coupe de France 1937/38
Het seizoen 1937/38 was het 21e seizoen van de Coupe de France in het voetbal. Het toernooi werd georganiseerd door de Franse voetbalbond.
Dit seizoen namen er 679 clubs aan deel (21 meer dan de record deelname in het vorige seizoen). De competitie eindigde op 8 mei 1938 met de finale in het Parc des Princes in Parijs. De zege ging voor de vijfde keer naar Olympique Marseille die FC Metz na verlenging met 2-1 versloeg.
Na de regionaal gespeelde ronden traden de zestien clubs van de professionele Division 1 voor het eerst aan in de eerste landelijke gespeelde ronde, de 1/32 finale.

## Uitslagen

### 1/32 finale
De wedstrijden werden op 19 december 1937 gespeeld. De twee beslissingswedstrijden op 26 december.
| Winnaar             | Uitslag      | Verliezer            |
| ------------------- | ------------ | -------------------- |
| Olympique Marseille | 4-2          | Girondins Bordeaux   |
| FC Metz             | 11-0         | CA Mulhouse          |
| Le Havre AC         | 3-0          | Stade Français       |
| SC Fives            | 15-1         | Véloce Club Beauvais |
| RC Paris            | 2-1          | US Auberchicourt     |
| AS Cannes           | 4-0          | CS Marseillannais    |
| Red Star Olympique  | 11-0         | CEP Lorient          |
| Olympique Lille     | 5-2          | US Vésinet           |
| US Boulogne         | 5-0          | AS Troyes-Savinienne |
| Excelsior Roubaix   | 6-1          | ES Hayange           |
| OGC Nice            | 4-1          | AS Valentigney       |
| Stade Béthune       | 1-1 nv ; 2-1 | CA Paris             |
| FC Antibes          | 5-1          | Stade Clermont       |
| FCO Charleville     | 0-0 nv ; 2-1 | ASSB Oignies         |
| FC Sète             | 12-1         | FC Mont-de-Marsan    |
| Toulouse FC         | 6-1          | CA Bénauge           |

| Winnaar             | Uitslag | Verliezer             |
| ------------------- | ------- | --------------------- |
| FC Mulhouse         | 2-0     | Olympique Alès        |
| Stade Reims         | 1-0     | RC Arras              |
| Olympique Dunkerque | 3-1     | US Valenciennes-Anzin |
| AS Hautmont         | 2-0     | SO L’Est              |
| RC Lens             | 2-1     | US Auchel             |
| RC Roubaix          | 5-0     | US Quevilly           |
| SO Montpellier      | 4-0     | FC Sochaux            |
| USB Longwy          | 2-1     | AS Saint-Étienne      |
| Stade Saint-Brieuc  | 2-1     | Stade Rennes          |
| FC Rouen            | 5-0     | US Bruay              |
| FC Nancy            | 5-2     | Stade Compiègne       |
| Racing Calais       | 2-1     | SM Caen               |
| FC Dieppe           | 4-1     | US Saint-Servan       |
| US Tourcoing        | 2-0     | CS Avion              |
| RC Strasbourg       | 7-1     | RCFC Besançon         |
| Olympique Nîmes     | 3-1     | RC Agde               |

### 1/16 finale
De wedstrijden werden op 9 januari 1938 gespeeld, de beslissingswedstrijden op 13 (Lille-Longwy), 16 (Béthune-Calais) en 20 januari (Antibes-Dieppe).
| Winnaar             | Uitslag      | Verliezer           |
| ------------------- | ------------ | ------------------- |
| Olympique Marseille | 2-1          | FC Mulhouse         |
| FC Metz             | 5-0          | Stade Reims         |
| Le Havre AC         | 5-2 nv       | Olympique Dunkerque |
| SC Fives            | 4-1          | AS Hautmont         |
| RC Paris            | 5-0          | RC Lens             |
| AS Cannes           | 6-3 nv       | RC Roubaix          |
| Red Star Olympique  | 2-1          | SO Montpellier      |
| Olympique Lille     | 1-1 nv ; 2-0 | USB Longwy          |

| Winnaar           | Uitslag      | Verliezer          |
| ----------------- | ------------ | ------------------ |
| US Boulogne       | 5-1          | Stade Saint-Brieuc |
| Excelsior Roubaix | 5-0          | FC Rouen           |
| OGC Nice          | 2-1          | FC Nancy           |
| Stade Béthune     | 2-2 nv ; 2-0 | Racing Calais      |
| FC Antibes        | 1-1 nv ; 2-1 | FC Dieppe          |
| FCO Charleville   | 1-0          | US Tourcoing       |
| FC Sète           | 2-0          | RC Strasbourg      |
| Toulouse FC       | 2-0          | Olympique Nîmes    |

### 1/8 finale
De wedstrijden werden op 6 februari 1937 gespeeld, de enige beslissingswedstrijd op 17 februari.
| Winnaar             | Uitslag      | Verliezer         |
| ------------------- | ------------ | ----------------- |
| Olympique Marseille | 2-0          | US Boulogne       |
| FC Metz             | 2-1          | Excelsior Roubaix |
| Le Havre AC         | 1-1 nv ; 2-0 | OGC Nice          |
| SC Fives            | 3-1          | Stade Béthune     |

| Winnaar            | Uitslag | Verliezer       |
| ------------------ | ------- | --------------- |
| RC Paris           | 2-0     | FC Antibes      |
| AS Cannes          | 4-3 nv  | FCO Charleville |
| Red Star Olympique | 3-2     | FC Sète         |
| Olympique Lille    | 1-0     | Toulouse FC     |

### Kwartfinale
De wedstrijden werden op 6 maart 1938 gespeeld. De twee beslissingswedstrijden tussen Fives en Lille op 17 en 24 maart.
| Winnaar             | Uitslag               | Verliezer          |
| ------------------- | --------------------- | ------------------ |
| Olympique Marseille | 6-2                   | RC Paris           |
| FC Metz             | 3-0                   | AS Cannes          |
| Le Havre AC         | 1-0 nv                | Red Star Olympique |
| SC Fives            | 2-2 nv ; 0-0 nv ; 2-0 | Olympique Lille    |

### Halve finale
De wedstrijden werden op 3 april 1938 gespeeld. De beslissingswedstrijd op 14 april.
| Winnaar             | Uitslag      | Verliezer   |
| ------------------- | ------------ | ----------- |
| Olympique Marseille | 0-0 nv ; 1-0 | Le Havre AC |
| FC Metz             | 1-0 nv       | SC Fives    |

### Finale
De wedstrijd werd op 8 mei 1938 gespeeld in het Parc des Princes in Parijs voor 33.044 toeschouwers. De wedstrijd stond onder leiding van scheidsrechter Charles Munsch.
| Winnaar                              | Uitslag | Finalist              |
| ------------------------------------ | ------- | --------------------- |
| Olympique Marseille                  | 2-1 nv  | FC Metz               |
| Vilmos Kohut 49' Emmanuel Aznar 118' |         | 84' Albert Rohrbacher |

1917/18 · 1918/19 · 1919/20 · 1920/21 · 1921/22 · 1922/23 · 1923/24 · 1924/25 · 1925/26 · 1926/27 · 1927/28 · 1928/29 · 1929/30 · 1930/31 · 1931/32 · 1932/33 · 1933/34 · 1934/35 · 1935/36 · 1936/37 · 1937/38 · 1938/39 · 1939/40 · 1940/41 · 1941/42 · 1942/43 · 1943/44 · 1944/45 · 1945/46 · 1946/47 · 1947/48 · 1948/49 · 1949/50 · 1950/51 · 1951/52 · 1952/53 · 1953/54 · 1954/55 · 1955/56 · 1956/57 · 1957/58 · 1958/59 · 1959/60 · 1960/61 · 1961/62 · 1962/63 · 1963/64 · 1964/65 · 1965/66 · 1966/67 · 1967/68 · 1968/69 · 1969/70 · 1970/71 · 1971/72 · 1972/73 · 1973/74 · 1974/75 · 1975/76 · 1976/77 · 1977/78 · 1978/79 · 1979/80 · 1980/81 · 1981/82 · 1982/83 · 1983/84 · 1984/85 · 1985/86 · 1986/87 · 1987/88 · 1988/89 · 1989/90 · 1990/91 · 1991/92 · 1992/93 · 1993/94 · 1994/95 · 1995/96 · 1996/97 · 1997/98 · 1998/99 · 1999/00 · 2000/01 · 2001/02 · 2002/03 · 2003/04 · 2004/05 · 2005/06 · 2006/07 · 2007/08 · 2008/09 · 2009/10 · 2010/11 · 2011/12 · 2012/13 · 2013/14 · 2014/15 · 2015/16 · 2016/17 · 2017/18 · 2018/19 · 2019/20 · 2020/21 · 
2021/22 · 2022/23 · 2023/24 · 2024/25 ·